# Krisztinavárosi Havas Boldogasszony-plébániatemplom
A krisztinavárosi Havas Boldogasszony-plébániatemplom római katolikus templom Budapest I. kerületében, a Krisztina téren. Műemléki védelmet élvez. Helyi elnevezései Krisztina téri templom, Krisztina-templom vagy Alsó-Krisztina (a Felső-Krisztina néven emlegetett, hivatalosan Keresztelő Szent János-templom az Apor Vilmos téren található).

## Történelem
Buda lakosságát a 17. század végén, 18. század elején pestisjárványok pusztították. Franczin Péter Pál itáliai származású kéményseprő mester, a Budai Várban lakó módos polgár 1694-ben fogadalmat tett, hogy ha ő és családja megmenekül, elzarándokol az észak-itáliai Vigezzo-völgy Mária-kegyhelyére, Ré községbe az ottani Vérehulló Szűzanya kegyképéhez. A zarándoklatról a kegykép másolatával tért vissza Budára, és budai szőlejében fából fogadalmi kápolnát emeltetett. A kegyképet az akkor még Vérkápolnának nevezett épületben helyezte el. Az 1723-as tűzvészben a kápolna leégett, a kegykép azonban átvészelte azt. Az immár kőből újjáépített kápolna zarándokhely lett; eleinte jezsuiták, majd karmeliták gondozták. 1751-ben Mária Terézia királynő is meglátogatta a kegyképet. 1757-ben XIV. Benedek pápa hozzájárult, hogy a Vérkápolna búcsúja Havas Boldogasszony ünnepén, augusztus 5-én legyen.
A lelkipásztori feladatokat 1791-től 1821-ig ferencesek látták el a budavári plébániáról. Krisztinaváros kiépülésének köszönhetően nagyobb templomra lett szükség, amelynek alapkövét 1795. szeptember 13-án rakták le, és két év alatt épült fel Groll Fábián ferences atya irányításával, Hikisch Kristóf tervei szerint. Hikisch terveiből, a főhomlokzat lendületesen hullámzó alakja pénz hiányában sajnos nem épülhetett meg. Helyette feszesen síkba komponált, lehiggadt homlokzat készült. A régi kegykép az új templomban is főhelyet kapott. (A kegyképnek két másolata is van, a makkosmáriai templom és a Pesti Ferences Templom oltárképe.) A mellékoltárképek (Szent Anna, Fájdalmas Anya, Nepomuki Szent János és Mária Magdolna) 1811 és 1815 között készültek el. 1821-ben önállósult a krisztinavárosi plébánia; első plébánosa Majsch Jakab lett. A Budai Vár 1849-es ostroma idején a templom tetőzete erősen megrongálódott. A hibákat Hild József irányításával javították ki. A tető után néhány évvel a homlokzaton több módosítást hajtottak végre. A főhomlokzat fölötti tornyot is átépítették.
A krisztinavárosi templomban tartotta esküvőjét gróf Széchenyi István és Seilern Crescence 1836. február 4-én, és napra házasságuk első évfordulóján itt keresztelték 1837. február 3-án született első gyermeküket, Bélát. Ugyancsak itt keresztelték 1848. augusztus 5-én az akkor 10 napos – és a „fizikusok fejedelmévé” lett – Eötvös Lorándot. Továbbá ugyancsak itt tartotta esküvőjét „az anyák megmentője”, Dr. Semmelweis Ignác és Weidenhoffer Mária 1857. június 1-jén. 1877–78 között egy éven át itt segédlelkészkedett az ifjú Csernoch János, a későbbi bíboros, a Magyar Királyság érsekprímása.

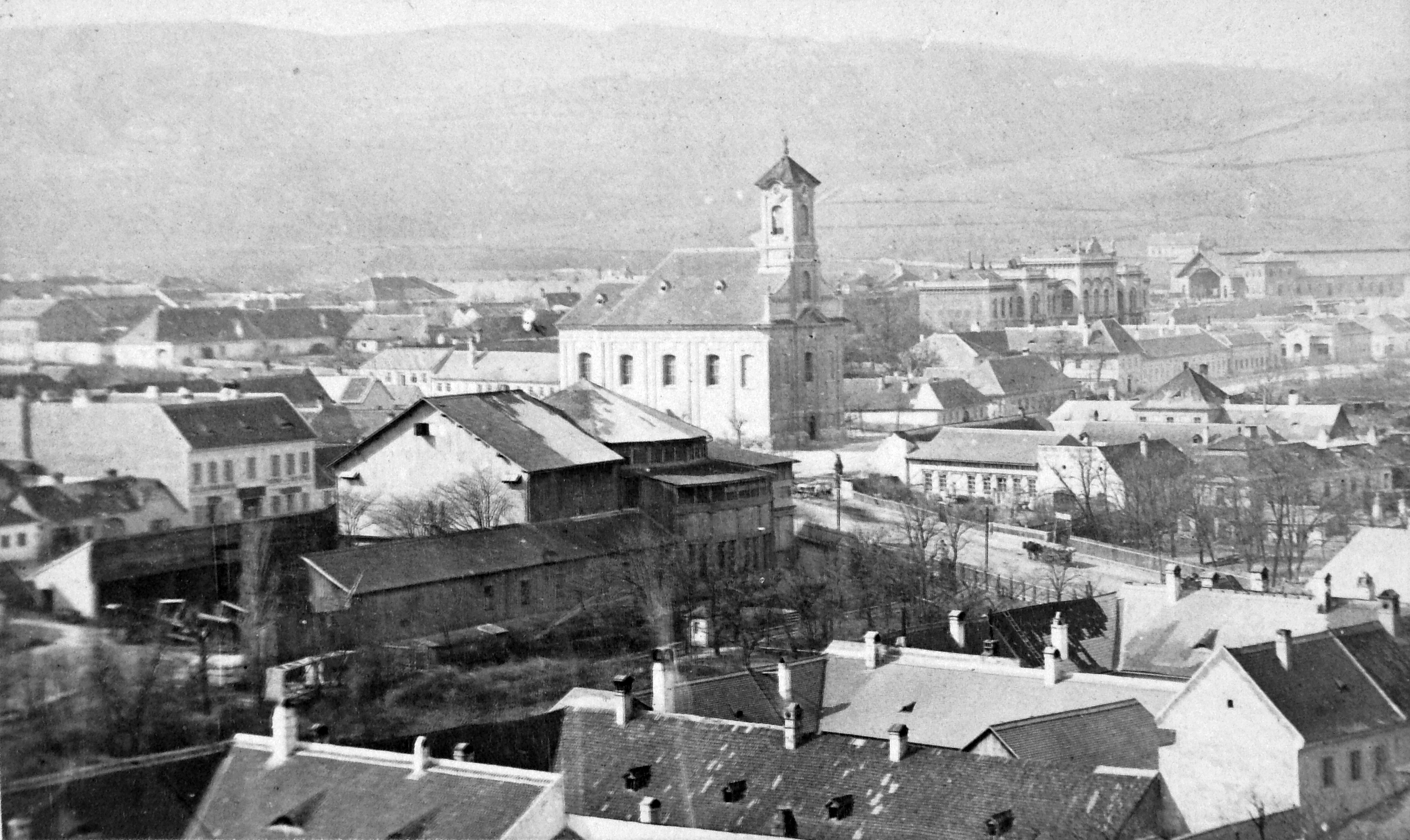
Krisztinaváros 1875-ben: előtérben a Budai Színkör épülete, középen a templom, jobbra mellette a Karátsonyi-palota, mögötte hátul a Déli pályaudvar

1919. június 22-én Cserny József egy fél század vöröskatona élén rátámadt a templom körül úrnapi körmenetet járó hívekre, és több lövést adott le rájuk; dr. Dénes Artúr ügyvéd a támadásban életét vesztette.
A templom mai alakját az 1943–1944-es bővítéssel nyerte el: Brestyánszky Tibor és Borsos László építész irányításával a templomot a szentély irányában kibővítették (meghosszabbították). Az eredeti 1796-os főoltár megóvása érdekében első lépésben az oltárépítmény alá síneket helyeztek el, majd acél görgőkön kézi csörlőkkel arrébb vontatták. Ezután a szentélyfalakat is hasonló technológiával tolták utána. Az így szabaddá vált helyre szegmensíves záródású kis kereszthajót falaztak. A templom restaurálása során feltárták a szentély eredeti kupola-freskóját. A II. világháború alatt Szabó Imre későbbi püspök volt a plébános.
1956-ban és azután is rendszeresen orgonált a templomban Czigány György, és itt működött 1972-85 között az egyik első hazai templomi beatzenekar, a Credo együttes.
1993-ban alapították a plébániához tartozó Szent Gellért Katolikus Általános Iskolát, amely 1997-ben gimnáziummal bővülve 12 évfolyamos iskolává vált. A templom és a gimnázium közötti téren áll Budapest legrégibb Szeplőtelen fogantatás szobrának másolata (az eredetit 1927-ben a Fővárosi Múzeumba szállították). A plébánia 2007-ben Szent Flórián-szobrot állíttatott az észak-budai tűzoltási és mentési parancsnokság Kosciuszkó Tádé utcai laktanyájának udvarán a szolgálatteljesítés közben életüket vesztett tűzoltók emlékére, a műegyetemi lőtértűz hősi halottaira is emlékezve.

## Papjai

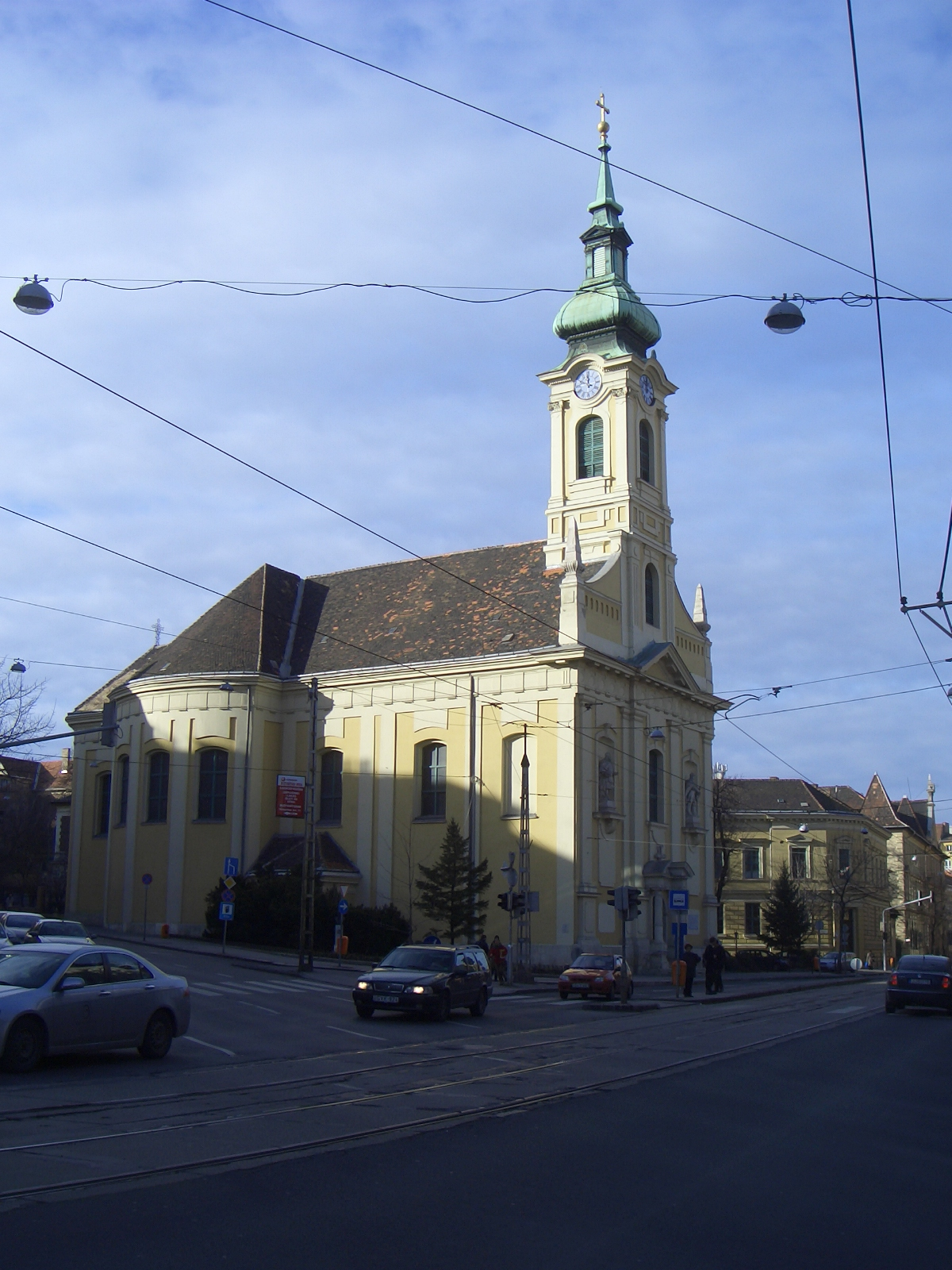
A templom délről nézve

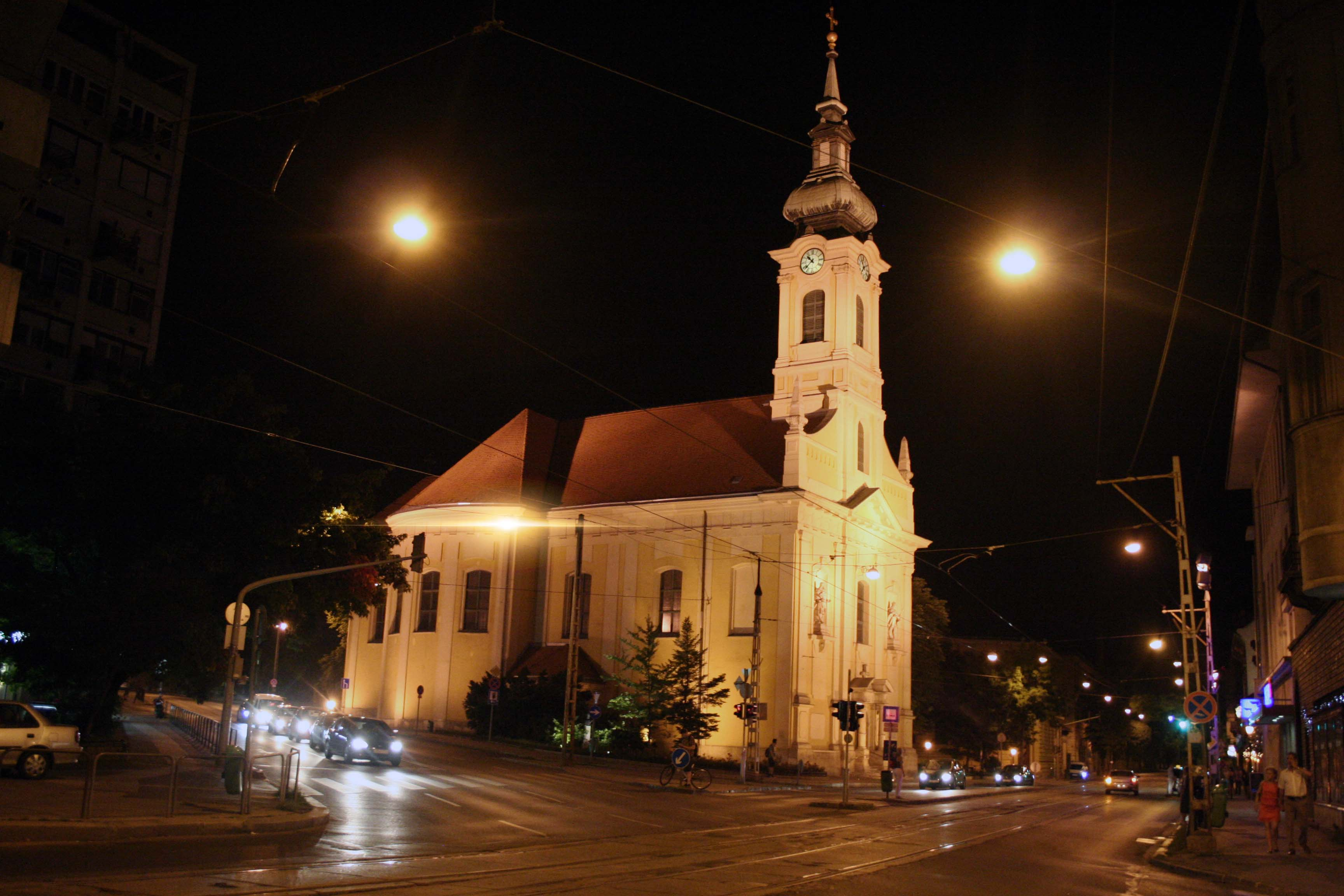
Déli oldal, éjszakai kép

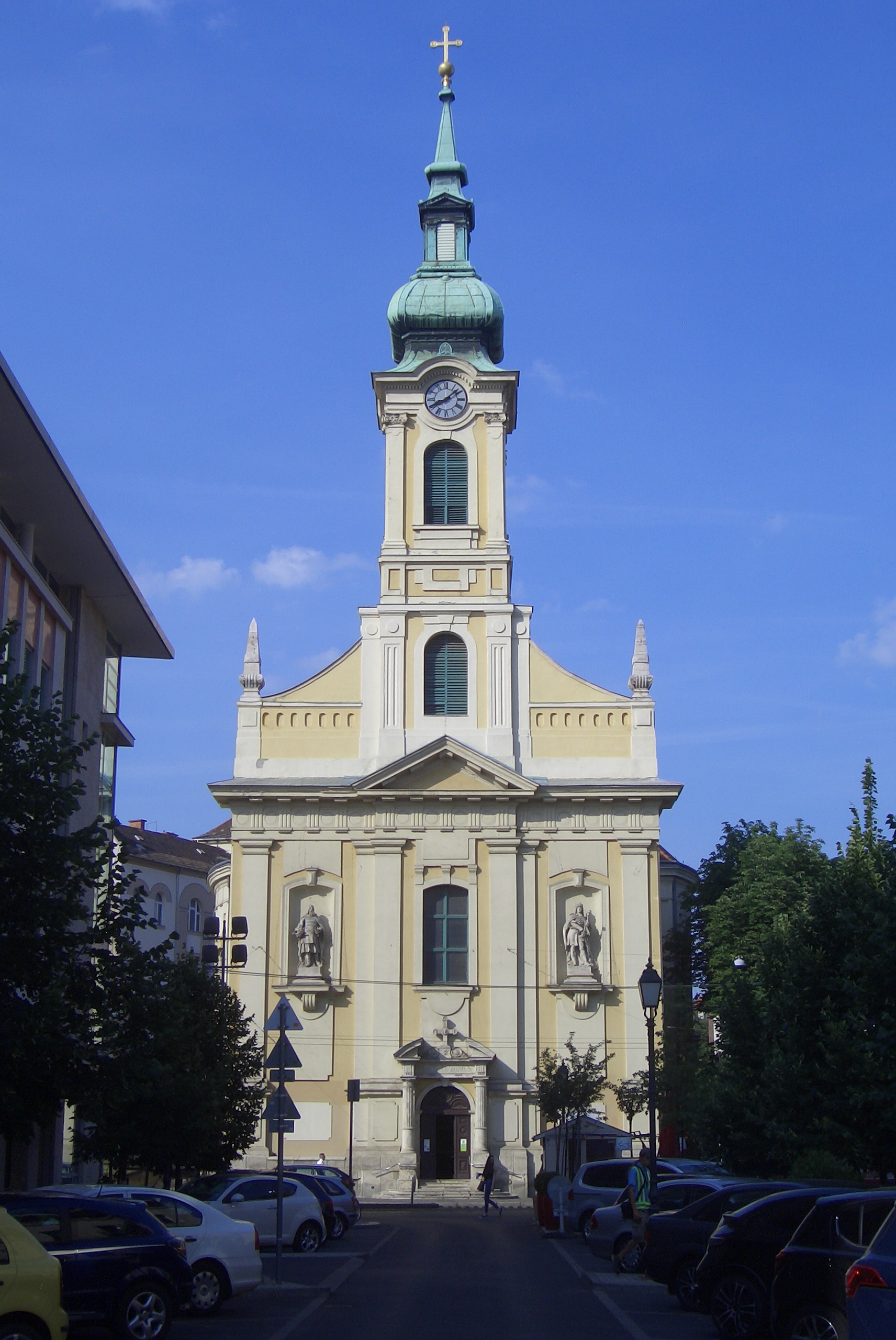
A főhomlokzat (nyugati oldal)

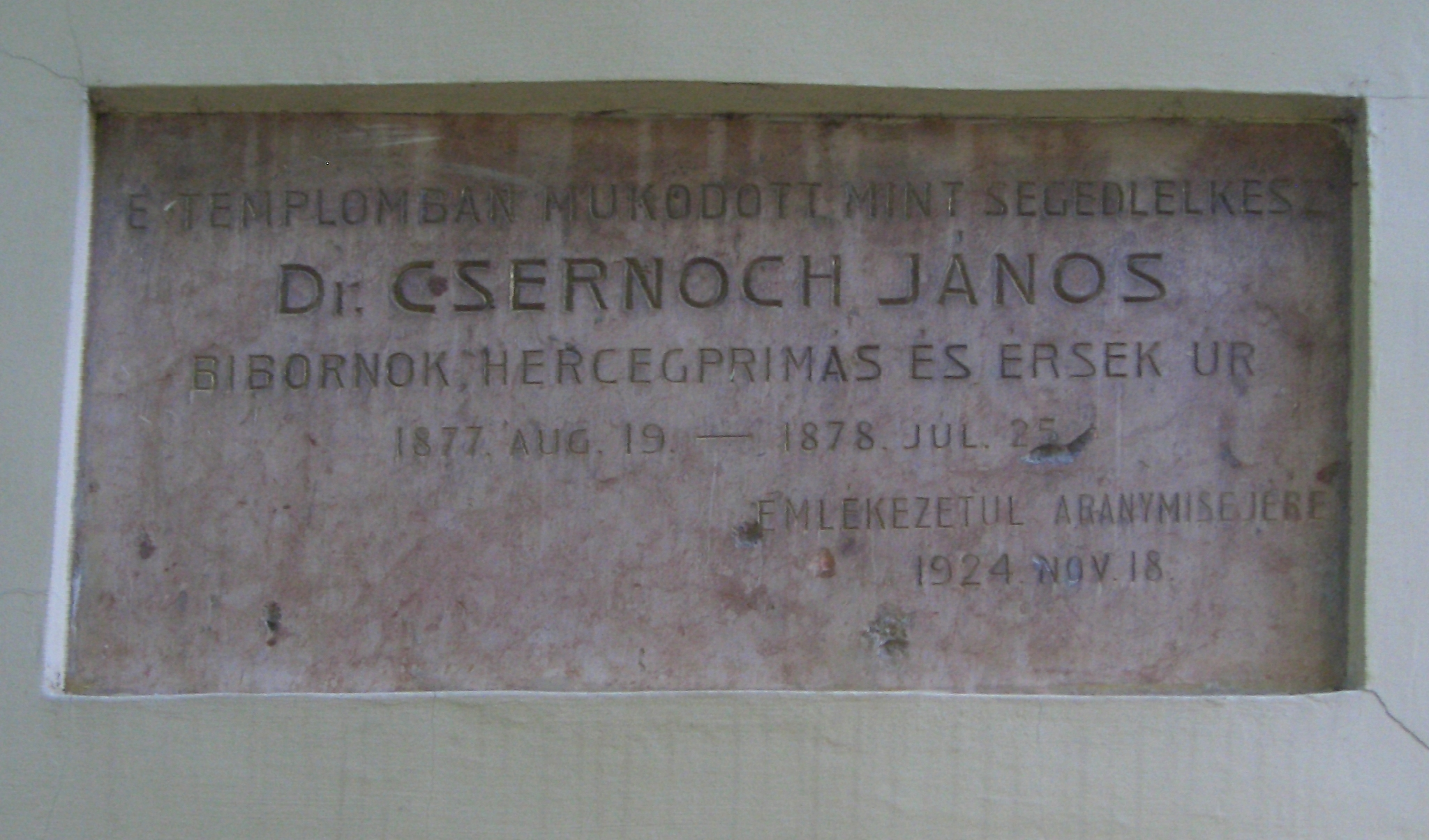
Csernoch János emléktáblája

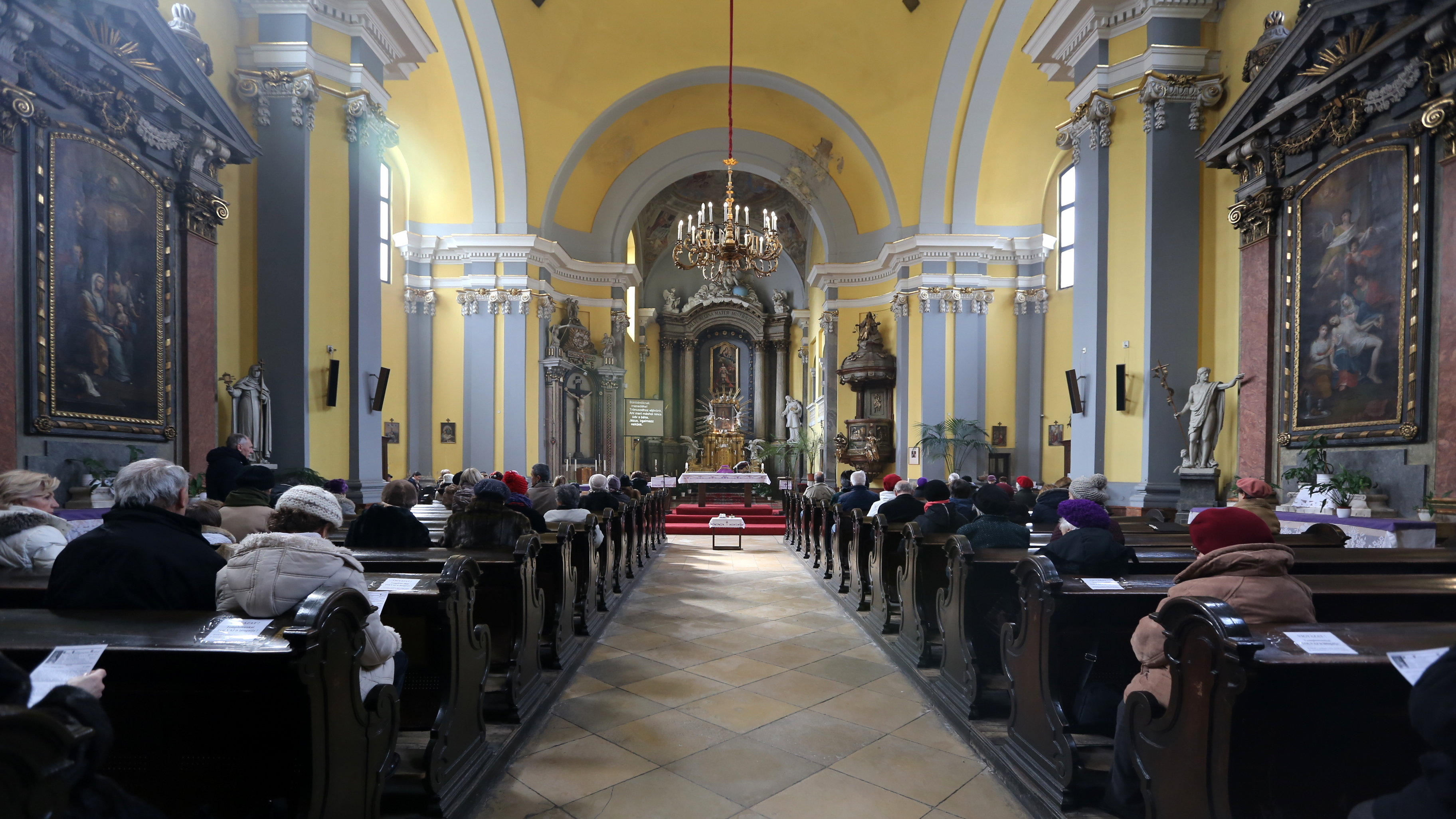
A főhajó

### Plébánosok
| Év        | Név                       | Megjegyzés                                                            |
| --------- | ------------------------- | --------------------------------------------------------------------- |
| 1821–1839 | Majsch Jakab              | A vári plébániától önállósult krisztinavárosi plébánia első plébánosa |
| 1839–1843 | Fauser Antal              | [ 17 ]                                                                |
| 1843–1851 | Muhay Ignác               | [ 17 ]                                                                |
| 1851–1869 | Funk Károly               | [ 17 ]                                                                |
| 1869–1915 | Rostaházy Kálmán          | [ 17 ]                                                                |
| 1915–1932 | Zelliger Vilmos           | [ 17 ]                                                                |
| 1932–1944 | Knébel Miklós             | [ 17 ]                                                                |
| 1944–1972 | Szabó Imre                | A II. világháború alatt plébános, később püspök                       |
| 1972–1981 | Gyimóthy Károly           | [ 17 ]                                                                |
| 1981–1982 | Khirer Vilmos             | [ 17 ] [ 18 ]                                                         |
| 1982–2002 | Várhegyi István           | [ 17 ] [ 19 ]                                                         |
| 2002      | Cseh László Zoltán        | Plébániai kormányzó                                                   |
| 2002–2020 | Vigassy Mihály            | [ 21 ] [ 22 ]                                                         |
| 2020      | Depaula Flavio Silvio SVD | Plébániai kormányzó                                                   |
| 2020-     | Tampu-Ababei József       | [ 24 ] [ 25 ]                                                         |

### Káplánok
| Év        | Név                  | Megjegyzés                    |
| --------- | -------------------- | ----------------------------- |
| 1849–1850 | Rimely Károly        | [ 26 ]                        |
| (...)     |                      |                               |
| 1877–1878 | Csernoch János       | segédlelkész                  |
| (...)     |                      |                               |
| 1944–1947 | Fundelius Vilmos     | [ 27 ]                        |
| (...)     |                      |                               |
| 1953–1957 | Kerényi Lajos        | [ 28 ]                        |
| 1956–1958 | Nagy László          | [ 29 ]                        |
| (...)     |                      |                               |
| 1964–1974 | Rozsályi Zoltán      | [ 30 ]                        |
| (...)     |                      |                               |
| 1977–1983 | Blanckenstein Miklós | [ 31 ]                        |
| (...)     |                      |                               |
| 1984–1985 | Beran Ferenc         | [ 32 ]                        |
| 1985–1994 | Spick Károly         | [ 33 ]                        |
| 1994–1996 | Fülöp Ákos           | [ 34 ]                        |
| 1996–2002 | Cseh László Zoltán   | [ 35 ]                        |
| 2002–2003 | Cserha István        | [ 36 ]                        |
| 2003–2005 | Androvich Tamás      | [ 37 ]                        |
| 2005–2008 | Kálmán Antal         | [ 38 ]                        |
| 2008–2010 | Erdődi Ferenc        | [ 39 ]                        |
| 2010–2012 | Török Csaba          | [ 40 ]                        |
| 2013–2015 | Bakos Zsolt          | Kisegítő lelkész (nem káplán) |
| 2015–2017 | Lakatos Bence        | [ 42 ]                        |